# Verkrachting

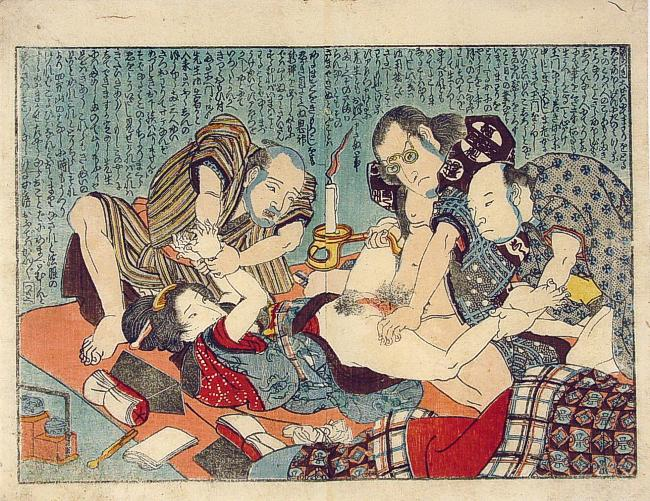
Een ukiyo-e van een verkrachtingsscène.

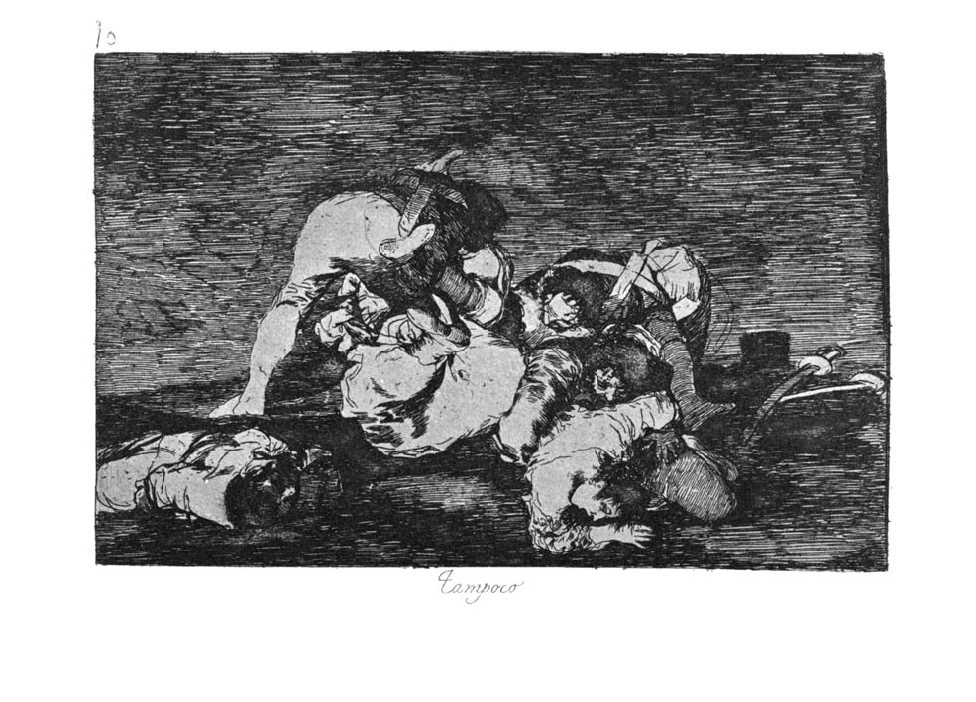
De verschrikkingen van de oorlog door Francisco de Goya (1810).

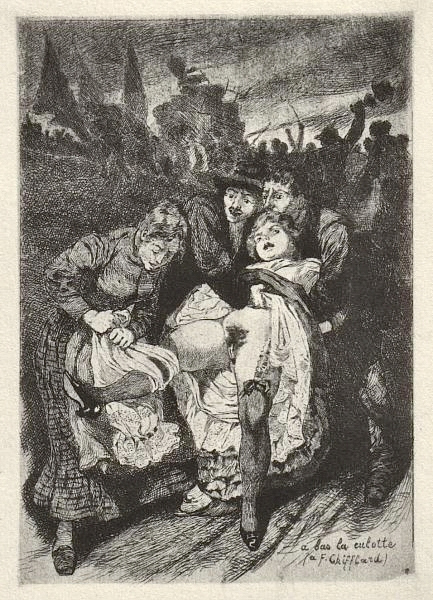
Verkrachting door Martin Van Maele (1905).

Verkrachting is het ongewenst seksueel binnendringen van het lichaam door een ander. Het is een vorm van seksueel geweld. De precieze juridische definitie van de term verschilt per land. Volgens engere definities is er pas sprake van verkrachting wanneer de dader fysiek geweld of dwang gebruikt, volgens ruimere definities is er ook sprake van verkrachting als het slachtoffer geen toestemming heeft gegeven, zoals in geval van bewusteloosheid of verstandelijke beperking.
Bij seksuele penetratie gaat het niet alleen om gedwongen geslachtsgemeenschap. Een verkrachting kan ook ongewenste penetratie zijn van anus of mond. De penetratie hoeft niet met de penis te worden uitgevoerd, ook binnendringen met vingers of voorwerpen kan gelden als verkrachting.
Het grote verschil met aanranding is dat er bij een aanranding geen sprake is van binnendringen in het lichaam.
Elk geslacht kan slachtoffer zijn van verkrachting. Ook tussen partners kan sprake zijn van verkrachting binnen het huwelijk. Soms spreekt men bij bestialiteit ook van verkrachting.

## Dwang
De eigen wil en wilsvorming om de betrokken persoon al dan niet als slachtoffer te kunnen aanmerken staat centraal. Omdat de penetratie ongewenst is, komt er dus vrijwel altijd dwang of overwicht aan te pas. Meestal door geweld, maar dat hoeft niet altijd zo te zijn. Men kan ook worden gedwongen door feitelijkheden, zoals een tijdelijke vrijheidsberoving of opsluiting. Ook bedreiging of chantage zijn vormen van dwang, bijvoorbeeld wanneer de dader zijn slachtoffer dreigt een opgenomen seksfilmpje (ook wel "sekstape" of "sex tape" genoemd) online te plaatsen wanneer de bedreigde niet bij de dader langskomt voor een afspraakje met seks. De seksuele handelingen vinden dan weliswaar zonder gewelddadige dwang, maar desalniettemin tegen de wil van de ander dus onder dwang plaats.
Het is ook niet nodig dat de seksuele penetratie door de dader zelf geschiedt. Wanneer de dader bijvoorbeeld twee personen onder schot houdt en verplicht tot geslachtsgemeenschap, geldt dit eveneens als verkrachting. De tweede persoon is dan het middel waarmee de dader het slachtoffer seksueel penetreert.

## Wetgeving

### België
In het Belgisch Strafwetboek wordt verkrachting strafbaar gesteld door artikel 417/11. De definitie luidt:   Verkrachting is elke gestelde daad die bestaat of mede bestaat uit een seksuele penetratie van welke aard en met welk middel ook, gepleegd op een persoon of met behulp van een persoon die daar niet in toestemt. Toestemming moet uit vrije wil worden gegeven en kan steeds worden ingetrokken. Seks met minderjarigen (-16) is altijd verkrachting, behalve wanneer het gaat om seks tussen jongeren (14 t/m 17 jaar). Verkrachting wordt bestraft met een gevangenisstraf van 10–15 jaar, een maximum dat bij verzwarende omstandigheden kan oplopen tot 20–30 jaar. 
Er is geen fysiek contact vereist om van verkrachting te kunnen spreken. In het geval men iemand middels enig overwicht ertoe beweegt zich via een webcam te bevredigen (lees: penetreren) kan er voldaan zijn aan de bestanddelen van dit misdrijf, aangezien er zowel sprake is van een penetratie (van welk aard en met welk middel dan ook) als van een persoon die er niet mee instemt. De eerste veroordeling voor een dergelijke verkrachting op afstand vond plaats in 2018.

### Nederland
Verkrachting wordt in artikel 242 van het Nederlandse Wetboek van Strafrecht omschreven als "door geweld of een andere feitelijkheid of bedreiging met geweld of een andere feitelijkheid iemand [dwingen] tot het ondergaan van handelingen die bestaan uit of mede bestaan uit het seksueel binnendringen van het lichaam". Verkrachting wordt gestraft met gevangenisstraf van ten hoogste twaalf jaren. Volgens de Hoge Raad valt het binnendringen van de tong in de mond (tongzoenen) niet onder verkrachting.
In Nederland was vóór 1991 gedwongen seks binnen het huwelijk niet verboden. Partners hadden binnen het huwelijk de echtelijke verplichtingen. Daarmee was gedwongen seks tussen getrouwden geen verkrachting door de één, maar eerder ongehoorzaamheid van de ander, meestal de vrouw, aan de plichten die de huwelijkse staat met zich meebracht. In de in 1991 door zowel de feministen als de maatschappelijke opinie tot stand gekomen wetswijziging, werd het begrip verkrachting ook verruimd. Niet alleen geweld maar ook andere dwangmiddelen om seks te verkrijgen, kunnen daardoor leiden tot een veroordeling wegens verkrachting.
Opmerkelijk hierbij is dat het dwingen van een man door een vrouw tot het hebben van geslachtsgemeenschap momenteel niet als verkrachting maar als aanranding aangemerkt wordt. Deze constructie, waar de man geen slachtoffer van verkrachting kan zijn en de vrouw geen dader, is in afgelopen jaren bekritiseerd.
Bij dezelfde wetswijziging werd de delictomschrijving sekseneutraal gemaakt, zodat verkrachting van een man er ook onder viel.
Anno 2022 kan binnendringen met een voorwerp ook onder verkrachting vallen. Anno 1994 oordeelden rechters hier verschillend over.

### Suriname
In Suriname is verkrachting strafbaar gesteld door artikel 295 van het Wetboek van Strafrecht, dat gewijzigd werd in 2009 (Staatsblad van de Republiek Suriname 2009 no. 142). Het artikel bepaalt: 'Degene die door geweld of een andere feitelijkheid of bedreiging met geweld of een andere feitelijkheid iemand dwingt tot het ondergaan van handelingen die bestaan uit of mede bestaan uit het seksueel binnendringen van het lichaam, wordt als schuldig aan verkrachting gestraft met gevangenisstraf van ten hoogste vijftien jaren en geldboete van ten hoogste SRD. (Surinaamse dollar) 100.000.'

### Gedwongen penetratie
Wanneer een dader een slachtoffer dwingt om de dader te penetreren (bijvoorbeeld een vrouw die een man dwingt tot vaginale gemeenschap) wordt dit volgens de Belgische, Nederlandse en Surinaamse wetgeving niet aanzien als verkrachting, aangezien hier het slachtoffer penetreert in plaats van de dader. Dit hiaat in de wetgeving zorgt ervoor dat vooral vrouwen ondervertegenwoordigd zijn als daders in de verkrachtingsstatistieken.  Soms zullen daders die iemand hebben gedwongen om hen te penetreren vrijgesproken worden in verkrachtingszaken of zullen hun zaken geherclassificeerd worden naar een misdrijf met een lagere strafmaat zoals aanranding. Toch zien we dat slachtoffers die gedwongen worden iemand te penetreren dezelfde trauma's oplopen als slachtoffers die een verkrachting hebben ondergaan die binnen de wettelijke definitie van verkrachting valt.

## Speciale situaties
Indien seksuele binnendringing gebeurt bij een kind (wettelijke leeftijdsgrens verschilt per land), spreekt men soms ongeacht eventuele dwang of toestemming van verkrachting. Dit omdat een kind niet in staat geacht wordt de handeling een halt toe te roepen, dan wel volgens verschillende rechtssystemen (waaronder het Amerikaanse) geen juridisch geldige toestemming kan verlenen. Dit kan ook gelden voor een verstandelijk beperkt of bewusteloos persoon. Men spreekt in Anglosaksische landen van 'statutory rape' (verkrachting volgens de wet). Los van de term verkrachting zijn deze handelingen in de Nederlandse wet in ieder geval apart strafbaar gesteld.
Er is ook een geval bekend waarin een man bij een vrouw haar slaapkamer wist binnen te dringen en bij haar in bed kroop. Hij wist geslachtsgemeenschap met haar te krijgen door zich voor te doen als haar vriend. In haar "slaapdronken" toestand staat zij toe dat de man gemeenschap met haar heeft. Dit werd door de rechter niet als verkrachting gezien, omdat de vrouw wel toestemming had gegeven.
Een fenomeen apart is de groepsverkrachting, waarbij een groep mensen, één of enkele slachtoffers achter elkaar verkrachten. Opmerkelijk is dat het daderprofiel van een groepsverkrachter doorgaans volkomen afwijkt van dat van de gemiddelde individuele verkrachter.
Een serieverkrachter verkracht meerdere slachtoffers in een relatief korte tijd. Een voorbeeld is de Utrechtse serieverkrachter. In België is Marc Dutroux een bekende serieverkrachter. 

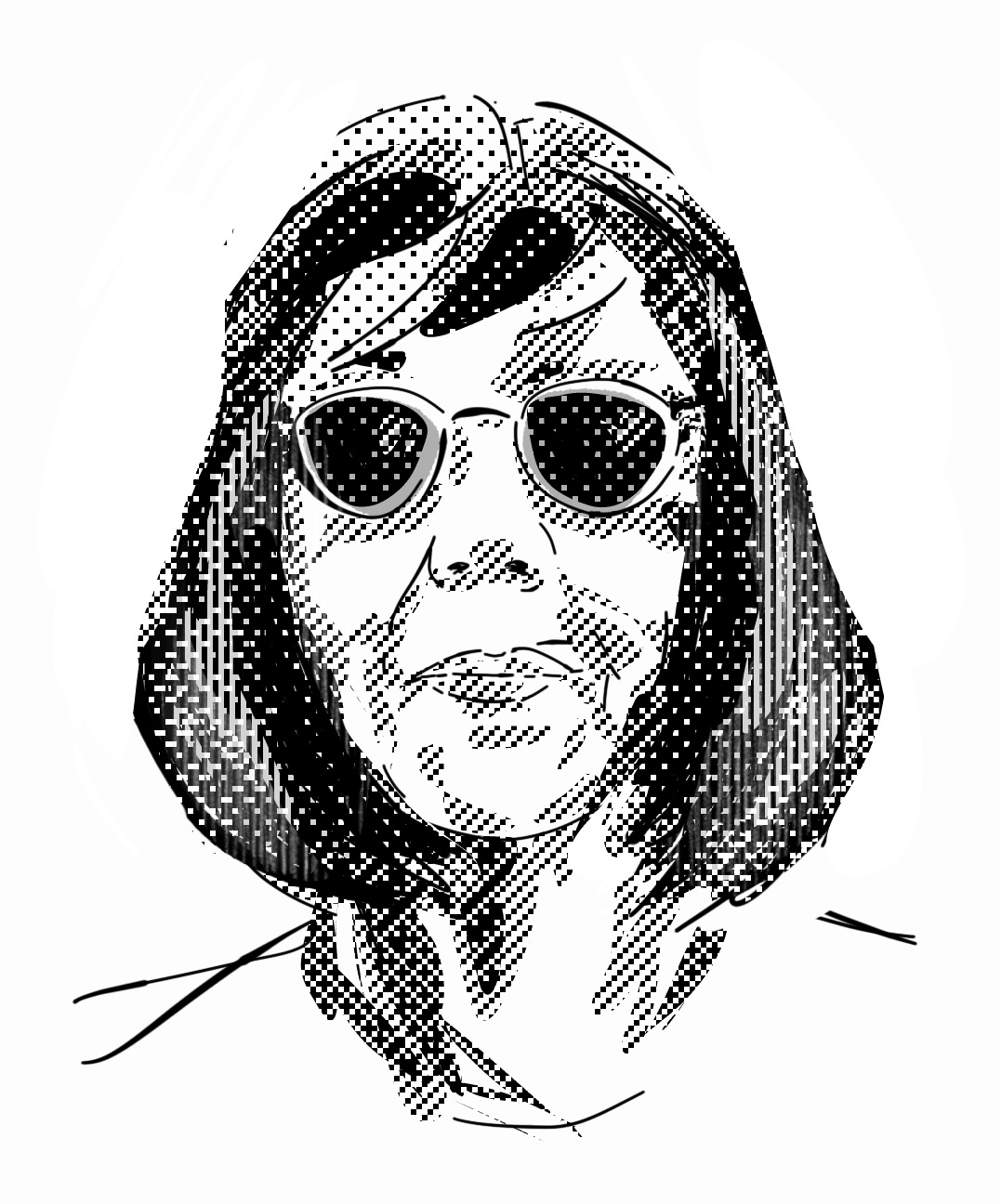
Gisèle Pelicot was het slachtoffer van jarenlange groepsverkrachting terwijl zij dit niet door had.

In Frankrijk werd in 2024 Dominique Pelicot (72) veroordeeld tot 20 jaar cel. Hij drogeerde zijn vrouw Gisèle jarenlang en verkrachtte haar en liet minstens 83 andere mannen zijn vrouw verkrachten. Doordat hij de verkrachtingen filmde, werd de misdaad ontdekt (nadat hij voor een ander vergrijp bij de politie in het vizier kwam). Vijftig medeplichtigen werden ook veroordeeld. Het proces trok wereldwijde media-aandacht en Pelicots waardigheid en vastberadenheid om namens alle slachtoffers van aanranding op te komen, leverde haar brede steun en bewondering op.
Verkrachting in de context van of verbonden met gewapende conflicten zoals oorlog, invasie of bezetting, wordt door het internationaal strafhof gezien als oorlogsmisdrijf.

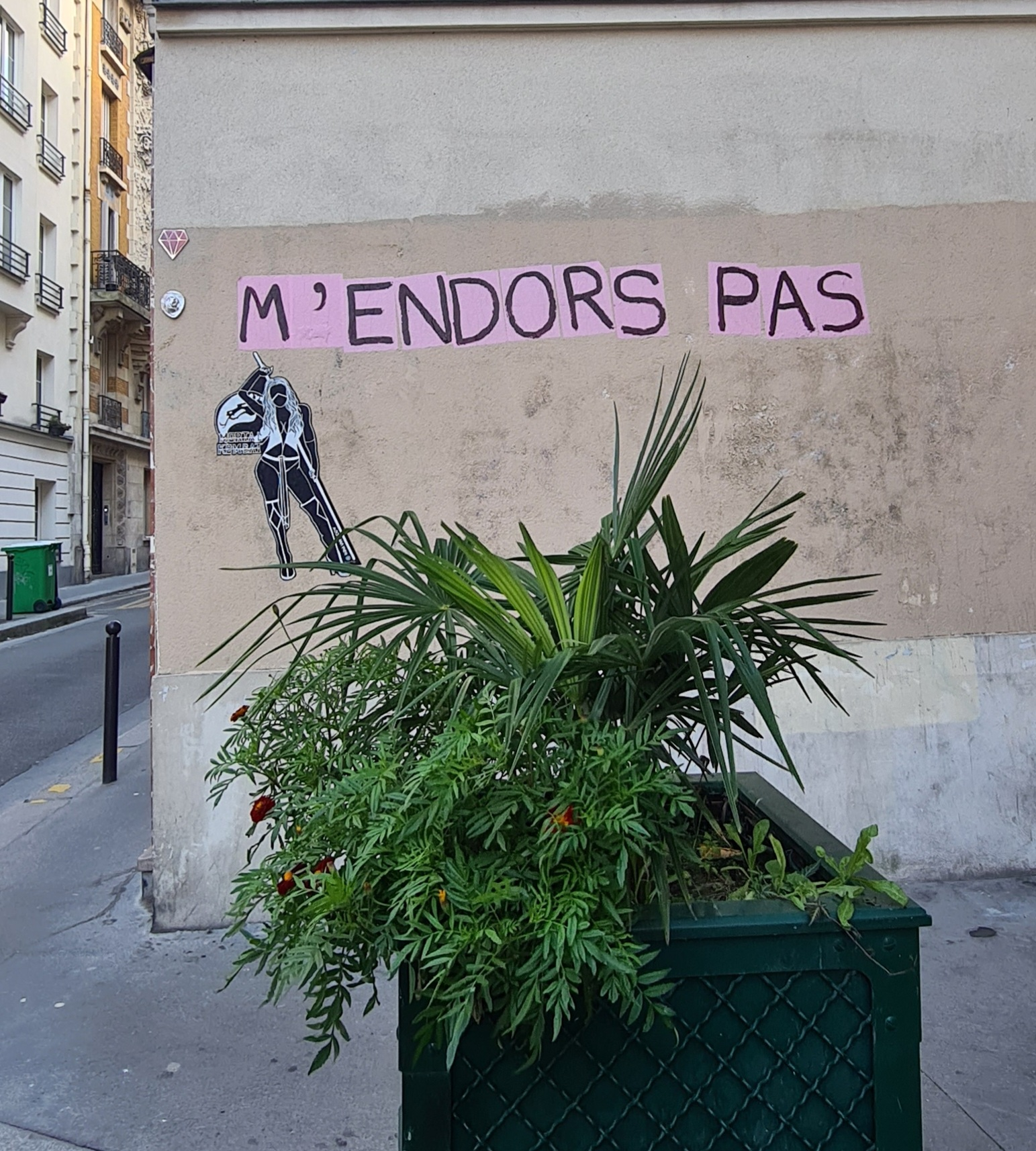
De verkrachtingzaak van Gisèle Pelicot in 2024 zorgde voor veel ophef, op deze foto is graffiti te zien in Parijs met de tekst M'endors pas (val niet in slaap)

## Bewijs
Een van de voornaamste redenen waarom het in verkrachtingszaken niet tot een rechtszaak komt is een gebrek aan bewijs. Zo werd in de periode 2009–2011 in België 44% van de zaken geseponeerd, waarvan 56% omdat bewijs onvoldoende was. Andere redenen voor seponeren waren onder andere het gedrag van het slachtoffer of omdat het zou gaan om een misdrijf van relationele aard.
In een studie die in 2009 uitgevoerd is door de London Metropolitan University, waarbij de statistieken van 100 verkrachtingszaken tussen 2001–2007 in 11 Europese landen met elkaar werden vergeleken, komt een diffuser beeld naar voren. Het percentage zaken dat voor een rechtszaak wordt beëindigd wegens te weinig bewijs varieert in deze studie tussen de 12% (Oostenrijk) en 53% (Zweden), met een gemiddelde van 30% over alle landen genomen. In 10% van de gevallen wordt de vervolging gestopt omdat er helemaal geen bewijs voor verkrachting is. Uit het onderzoek komt ook naar voren dat de op een na belangrijkste reden om de vervolging te staken is gelegen in beslissingen van het slachtoffer. In gemiddeld 27% van de zaken trekt het slachtoffer zijn belastende verklaring in, wijzigt deze zodat geen sprake meer is van een strafbaar feit of werkt het slachtoffer niet mee met het opsporingsonderzoek. Van de zaken die uiteindelijk voor de rechter verschijnen resulteert echter gemiddeld 77% in een veroordeling.
In februari 2020 bleek uit onderzoek van het Algemeen Dagblad naar de cijfers van politie, justitie en rechtbanken dat in de periode van januari tot oktober 2019 het volgende:
- 30% van alle zedenincidenten in Nederland werd gemeld bij de politie (schatting).
- 37% van de onderzochte verkrachtingsmeldingen bij de politie leidde tot een aangifte. In de overige gevallen werd geconcludeerd dat het verhaal niet klopte, er een strafbaar feit ontbrak of moeilijk aantoonbaar was of omdat het slachtoffer afzag van aangifte.
- 42% van alle aangiften leidde tot een rechtszaak, 58% werd geseponeerd, vaak wegens gebrek aan bewijs.
- Van de 172 behandelde verkrachtingszaken werd in 102 zaken een verdachte veroordeeld (59,3%).
- De laagste celstraf was 21 dagen, de hoogste 6 jaar; gemiddeld gingen de verkrachters 5 maanden de cel in. De maximumstraf van 12 jaar is niet opgelegd sinds 2017.[18]

Daartegenover staat dat het ook zeer moeilijk is om sluitend te bewijzen dat iemand juist geen verkrachting heeft gepleegd. Om deze reden dienen sommige mensen valse verkrachtingsaanklachten in bij de politie of beschuldigen ze publiek iemand van verkrachting. Het doel is hier soms bij om iemand in de gevangenis te krijgen, maar soms om iemand sociaal te isoleren, om iets te verdoezelen of uit persoonlijk gewin. Regelmatig worden valse aanklachten gebruikt om de overhand te krijgen in een echtscheidingsprocedure. Een bevraging in de VS toonde aan dat 11% van de mannen en 6% van de vrouwen in zijn of haar leven ooit het slachtoffer was geweest van een valse beschuldiging (zonder dat er noodzakelijk een klacht bij de politie werd ingediend) met betrekking tot huiselijk geweld, seksueel geweld (inclusief verkrachting) of kindermisbruik. Over het algemeen wordt geschat dat minstens 1 op de 20 verkrachtingsaangiftes aantoonbaar vals zijn. Dit ligt beduidend hoger dan bij andere misdrijven.
Het feit dat er valse aangiftes zijn bemoeilijkt de vervolging en behandeling van echte zedenmisdrijven en verkrachtingen zeer sterk. Er gaan veel tijd en onderzoeksmiddelen naar dergelijke zaken die ingezet zouden kunnen worden voor onderzoek naar echte misdrijven. Daarnaast werpt de frequentie van valse aangiftes en beschuldiging drempels op voor echte slachtoffers. Zij vrezen dat hun verhaal als vals bestempeld zal worden. Bovendien zijn de gevolgen voor de slachtoffers niet min. Ze worden beschuldigd van een vreselijke misdaad, komen mogelijks in aanraking met het gerecht en eindigen soms zelfs onterecht in de gevangenis. Daarnaast wordt hun onschuld, zelfs na een vrijspraak of niet-veroordeling, vaak niet door iedereen erkend.

## Gevolgen voor het slachtoffer
De fysieke gevolgen van een verkrachting kunnen zeer ingrijpend zijn. Bij de verkrachting wordt er soms fysiek geweld gebruikt om het slachtoffer te overmeesteren. Ook als er geen sprake is van fysiek geweld, maar bijvoorbeeld emotioneel geweld, kan het slachtoffer achterblijven met fysieke problemen. Zowel mannen als vrouwen kunnen seksueel overdraagbare aandoeningen of genitale letsels oplopen bij een verkrachting. Ook kan de verkrachting leiden tot een ongewenste zwangerschap.  
Slachtoffers van verkrachting kunnen bovendien ernstig getraumatiseerd zijn door de aanval en kunnen problemen hebben met functioneren. Ze kunnen bijvoorbeeld concentratiestoornissen, slaapstoornissen of eetproblemen hebben. Na te zijn verkracht, ervaart het slachtoffer vaak een acute stressstoornis, met symptomen zoals intense, soms onvoorspelbaar emoties, en het moeilijk vinden om om te gaan met hun herinneringen aan de verkrachting.
In de maanden direct na de aanval, kunnen deze problemen zodanig ernstig zijn, dat ze het slachtoffer verhinderen om de verkrachting te vertellen aan vrienden of familie, of op zoek te gaan naar politie of medische hulp. Bijkomende symptomen van acute stressstoornis zijn onder meer:
- depersonalisatie of dissociatie (het gevoel dat de wereld vreemd en onwerkelijk is)
- moeite met het herinneren van delen van de verkrachting
- herbeleving van de aanval door middel van herhaalde gedachten, herinneringen of nachtmerries
- het vermijden van dingen, plaatsen, gedachten en/of gevoelens die het slachtoffer aan de verkrachting herinneren
- angst of verhoogde waakzaamheid (slapeloosheid, concentratieproblemen, etc.)
- vermijden van het sociale leven of de plaats van verkrachting

Voor een derde tot de helft van de slachtoffers, blijven deze symptomen ook na de eerste paar maanden bestaan. Dan wordt er gesproken van een posttraumatische stressstoornis.